# Deux Femmes en or (film, 2025)
Ne doit pas être confondu avec Deux Femmes en or (film, 1970).
Pour plus de détails, voir Fiche technique et Distribution.
Deux Femmes en or est une comédie érotique québécoise, réalisée par Chloé Robichaud,sorti en 2025. 
Remake modernisé du film comique influent de Claude Fournier de 1970, Deux Femmes en or, le film met en vedette Karine Gonthier-Hyndman et Laurence Leboeuf dans les rôles de Florence et Violette, deux mères de banlieue insatisfaites qui commencent à réévaluer leurs priorités de vie après que Florence s'est engagée dans une liaison extraconjugale.
Le casting comprend également Mani Soleymanlou, Félix Moati, Sophie Nélisse, Juliette Gariépy, Isabelle Brouillette, Jean-Sébastien Girard et Patrick Abellard.

## Synopsis
Violette, en congé de maternité, passe ses journées à prendre soin de sa fille, regarder par la fenêtre et attendre que le temps passe. Elle s’ennuie ferme et n’a le goût à rien. En plus, elle ne cesse d’entendre des bruits de corneille qu’elle assimile par mégarde aux ébats amoureux de sa voisine Florence. Or, celle-ci - dépressive en arrêt maladie - lui avoue qu’elle n’a plus de relations sexuelles avec son mari depuis des lustres. Violette, elle aussi délaissée par son conjoint qui la trompe éhontément, reconnaît une alliée et une partenaire. De fil en aiguille, les deux femmes décident de reprendre contrôle de leur corps. À l’insu de leur conjoint, elles multiplient les aventures sans lendemain avec tous les mâles qui frappent à leur porte.

## Fiche technique
Sources : IMDb et Films du Québec
- Titre original : Deux Femmes en or
- Réalisation : Chloé Robichaud
- Scénario : Catherine Léger
- Musique : Philippe Brault (en)
- Direction artistique : Louisa Schabas
- Costumes : Patricia McNeil (en)
- Maquillage : Djina Caron (en)
- Coiffure : Vincent Dufault
- Photographie : Sara Mishara
- Prise de son : Stephen De Oliveira
- Conception sonore : Sylvain Bellemare
- Mixage : Luc Boudrias (en)
- Montage : Matthieu Bouchard, Madeleine Gavin
- Distribution des rôles : Karel Quinn, Lucie Llopis
- Production : Catherine Léger, Martin Paul-Hus
- Société de production : Amérique Film
- Sociétés de distribution : Maison 4:3 (Québec), Joint Venture (États-Unis)[5], Pulsar Content (international)[6]
- Pays de production : Canada
- Tournage : du 28 janvier au 14 avril 2024, à Montréal et dans ses environs
- Langue originale : français
- Format : couleur
- Genre : Comédie érotique, comédie de mœurs
- Durée : 99 minutes
- Dates de sortie :
  - États-Unis : 25 janvier 2025 (première mondiale au Festival du film de Sundance)
  - Canada :
    - 20 avril 2025 (première canadienne au Festival du film underground de Calgary (en))
    - 22 mai 2025 (première québécoise au Théâtre Maisonneuve de la Place des Arts de Montréal)[7]
    - 30 mai 2025 (sortie en salle au Québec)
    - 29 juillet 2025 (sortie en numérique[8])
    - 26 août 2025 (DVD)
- Classification :
  - Québec : 13 ans et plus (Langage vulgaire  Érotisme  Violence  Horreur)[9]

## Distribution
- Karine Gonthier-Hyndman : Florence
- Laurence Leboeuf : Violette
- Mani Soleymanlou : David
- Félix Moati : Benoît
- Sophie Nélisse : Jessica
- Juliette Gariépy : Eli
- Mateo Laurent Membreño Daigle : Max
- Claude Legault : le plombier
- Maxime Le Flaguais : l'exterminateur
- Arnaud Soly : le peintre
- Fabien Cloutier : l'acheteur Kijiji
- Sam Breton : le gars du câble
- Patrick Emmanuel Abellard : William
- Jean-Sébastien Girard
- Isabelle Brouillette
- Richardson Zéphir
- Katherine Levac
- Jay Du Temple
- Donald Pilon : le voisin
- Louise Turcot

## Production
Le scénario est écrit par Catherine Léger, d'après sa propre adaptation théâtrale de 2023 du film original de Claude Fournier (réalisateur). Le film est tourné au printemps 2024 à Montréal, au Québec.
Il est présenté en première mondiale au Festival du film de Sundance 2025, où il remporte le prix spécial du jury, et fait une sortie commerciale le 30 mai 2025,.